# Aragonés navalés

Naval, lugar donde se habla el navalés

El navalés es una forma de aragonés somontanés. Una de sus características principales es que conserva el sistema de artículos lo, la, los, las (que podemos encontrar también en el cheso y el aragonés aragüesino).
Naval es un lugar de Lo Grau, situado en la comarca de Somontano de Barbastro.

## Descripción lingüística
Puede oírse ixe, ixa, ixos, ixas para el demostrativo de segunda persona, y bel, bella, bellos, bellas para el adjetivo indefinido algún, -a, -os, -as.

## Ejemplos de frases
- M'en boi enta lo campo
- Por lo río
- Las dueñas de lo lugar
- En lo rolde